# 에바 필그림
에바 필그림(Eva Pilgrim, 1982년 8월 30일 ~ )는 대한민국 태생 미국의 기자, 앵커, 방송인이다.

## 생애
한국인 어머니와 백인 미국인 아버지 사이에서 대한민국 서울에서 태어났다. 어린 시절을 회상하며 그녀는 “제가 어릴 때는 TV에 나오는 혼혈 아시아계 여성 자체가 거의 없었어요. 제가 자란 동네에서는 저와 다르게 생긴 사람들이 대부분이었기 때문에, TV에서 그런 여성들을 보는 건 단순히 "저 직업을 할 수 있겠구나"라는 생각뿐 아니라 "나 같은 사람도 다른 곳에서 살아가고 있구나"라는 걸 느끼게 해줬어요”라고 말했다.

## 경력
플로리다대학교를 졸업한 뒤, 웨스트버지니아주 블루필드, 사우스캐롤라이나주 컬럼비아, 노스캐롤라이나주 샬럿에 있는 지역 방송국에서 일했다. 인디애나주 인디애나폴리스의 WXIN-TV에서 앵커 겸 기자로 활동했으며, 그 후 펜실베이니아주 필라델피아의 WPVI-TV로 자리를 옮겼다. 2016년 1월에는 ABC 뉴스에 합류했고, 2023년에는 드마르코 모건과 함께 GMA3: What You Need to Know의 공동 진행을 맡았다.
2025년 7월 7일 필그림이 데보라 노빌의 뒤를 이어 《인사이드 에디션》의 새 진행자로 발탁되었으며, 이는 프로그램의 38번째 시즌부터 시작되었다.

## 개인사
남편은 에드 헤리건이며, 슬하에 자녀 1명을 두고 있다.